# Pont de Wexford
Le pont de Wexford (anglais : Wexford Bridge) est un pont en arc situé sur la rivière Slaney traversant d'ouest en est la ville de Wexford, dans la province de Leinster, en Irlande.
La route nationale R741 passe sur ce pont.
Le pont actuel (le 3e à être construit), est inauguré le 10 septembre 1959 mais souffre de fortes corrosions durant les années 1990. En 1997, et ce durant une période de 10 semaines, toute la structure du pont est démolie par l'entreprise Ascon Ltd avant une reconstruction des piliers et des piédroits, la chaussée étant remplacée par des dalles de béton composite faites en Italie.

## Description du pont
Le pont est composé de 7 travées de 63 m de longueur maximum et de 12 m de large, réalisées en poutres continues en acier portant des dalles de béton composite.
La longueur totale du pont est de 590 m, dont 380 m au dessus de l'eau.

## Histoire du pont

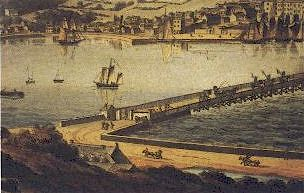
Le pont de Wexford vers 1800

Avant la construction du pont de Wexford, le pont le plus proche traversant la Slaney était à Enniscorthy (à 20 km plus au nord), bien qu'un certain nombre de points de passage pour des ferries existaient à l'époque.
La construction du premier pont (à l'origine en bois sur 10 m de large) a lieu en juin 1794 par un américain, Lemuel Cox, et est achevée l'année suivante.
Le pont est tristement célèbre dans tout le pays pour être le témoin du massacre de près de 100 loyalistes par les révolutionnaires de la Société des Irlandais unis lors de la rébellion irlandaise de 1798. Les victimes furent coincées des deux côtés au milieu du pont par les lanciers qui les tuèrent et les jetèrent ensuite dans la rivière.

En guise de représailles, bon nombre de rebelles furent ensuite pendus sur le pont, puis décapités avant que leur cadavre ne soit à leur tour jeté dans la rivière entre les 25 et 28 juin 1798 (parmi eux notamment Bagenal Harvey, John Henry Colclough, Cornelius Grogan, Matthew Keogh, Philip Roche ou encore John Kelly of Killanne entre autres).
En 1827, une partie du pont s'effondre dans la rivière, et, en 1866, toute la structure est démolie pour faire place à un nouveau pont.
Un nouveau pont est plus tard construit à environ 1 km en amont à Carcur, la rivière y étant beaucoup plus large, mais il est démoli en 1959, ne pouvant plus supporter le trafic routier de plus en plus important. La même année, un nouveau pont (reconstruit à l'endroit d'origine) est construit par une entreprise néerlandaise.